# Jean Boudreau
Pour les articles homonymes, voir Boudreau.

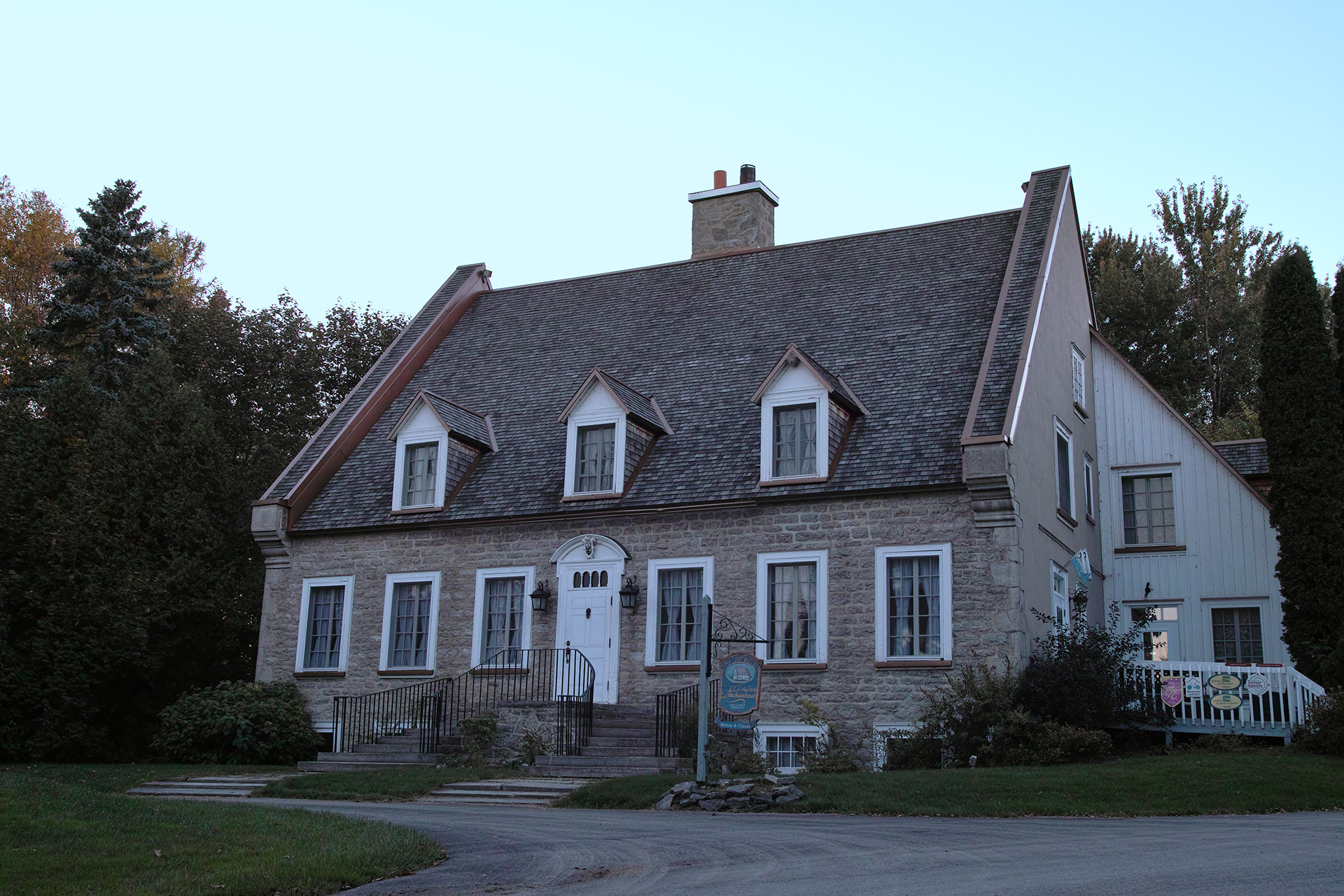
Maison Jean-Boudreau, Grondines

Jean Boudreau (1748-1827) est une personnalité politique canadienne. Son patronyme s'orthographiait à l'époque Boudrot.

## Biographie
Afin d'échapper à la Déportation des Acadiens en 1755, Jean Boudreau s'enfuit avec ses parents. Arrivé à Québec, en 1757, il s'établit à Deschambault peu avant 1764.
Il exerça le métier de navigateur et servit notamment pendant la guerre de 1812 comme lieutenant dans la milice.
Il était le député de Hampshire de 1792 à 1796 à la chambre d'assemblée du Bas-Canada pour le parti canadien.
Il meurt à Deschambault, le 31 août 1827, et est inhumé dans l'église Saint-Joseph.
Son fils aîné épousa la sœur de Louis-Michel Viger et cousine de Louis-Joseph Papineau.